# Переклад мультимедійної продукції
Переклад мультимедійної продукції є видом перекладу, метою якого є переклад мультимодальної або мультимедійної продукції на іншу мову з його адаптацією для іншої культури та який припускає застосування мультимедійних електронних систем для перекладу. Також в англійській мові поширений термін Аудіовізуальний переклад.

## Особливості
Художній твір, створений режисером на основі культури, безпосереднім носієм якої він є, змінює адресата. Саме проблеми відтворення кінотекстів для іншомовної, іншокультурної аудиторії є одними з найактуальніших проблем теорії та практики перекладу. Тому цілком логічно, що одним із найважливіших питань, що виникають при вивченні проблеми перекладу фільмів є поєднання адекватно відтвореної, зрозумілої для іншомовного реципієнта інформації зі збереженням режисерського бачення світу, особливостей індивідуально-авторської мови, що втілилися у структурі кінотексту в цілому, у архітектурі кожного художнього образу, мовленні дійових осіб. Сучасні технології дозволяють використовувати автоматизовані системи перекладу в режимі реального часу, що підвищує ефективність процесу. Ці форми використовуються для адаптації аудіовізуальної продукції до різних мов та культур, включаючи культурну локалізацію та регіональні особливості. 

## Види перекладу

### Дубляж та багатоголосе закадрове озвучення
- Дубляж (англ. Dubbing) — вид перекладу, за якого відбувається повна заміна оригінальної звукової доріжки на іншу мову з метою транслювання фільму в країнах, у котрих не користуються мовою.
- Багатоголосе закадрове озвучення (англ. Voice over) — різновид озвучення, при закадровому перекладі зберігається приглушена оригінальна звукова доріжка, на яку накладається доріжка з перекладом.
  - Кожну роль у дубляжі та багатоголосому закадровому озвученні дублює і озвучує окремий актор.

### Одноголосе та двоголосе закадрове озвучення
- Одноголосе закадрове озвучення — всі ролі озвучує один актор.
- Двоголосе закадрове озвучення — всі чоловічі ролі озвучує один актор і всі жіночі ролі озвучує одна акторка.
  - Типове для одноголосого та двоголосого перекладу інтерв'ю, документальних фільмів, серіалів та програм, через що не належить до класу закадрових перекладів за певними класифікаціями (англ. Interpreting[2]).

### Субтитри
- Субтитри (англ. Subtitles) — текстова версія, що супроводжує аудіовізуальну продукцію і переважно має вигляд написів у нижній частині кіноекрану.
- Субтитри для глухих та людей з вадами слуху (англ. Subtitling for the Deaf and Hard of Hearing (SDH)) — субтитри, що мають додаткову інформацію про звуки оточення.

### Інше
- Вільне коментування (англ. Free commentary) — переклад, спрямований на носіїв іншої культури, що містить більше роз'яснювальної інформації.
- Часткове дублювання або коротка синхронізація (англ. Partial dubbing або англ. Concise synchronisation) — дублювання лише частини тексту для розуміння цільовою аудиторією.
- Виклад подій (англ. Narration) — начитка тексту, а не його виконання, чим відрізняється від одноголосого закадрового перекладу.
- Синхронний переклад (англ. Simultaneous translation) — подібний до одноголосого закадрового, але як опорна використовується оригінальна мова. Застосовується при технічних або часових обмеженнях на підготовку, поширений на кінофестивалях.
- Суртитли (англ. Surtitles або супертитли, англ. Supertitles) — подібні до субтитрів, але ідуть одним нерозривним рядком. Як правило застосовуються для перекладу опери або театральної вистави.
- Живе субтитрування (англ. Live subtitling) — використовується для прямих включень у випадку поганої чутності. Часто текст розпізнається автоматично в режимі он-лайн.
- Звуковий опис (англ. Audio description (AD)) — додатковий опис візуальних особливостей фільмів для людей з вадами зору.
- Анімація (англ. Animation) — створюється перекладачем з німої анімації, наприклад, мультфільму. Подібне до вільного коментування, але на відміну від нього на момент підготовки перекладу не існує оригінального сценарію.
- Подвійна версія (англ. Double version) — фільм, що має дві або більше мов, що їх використовують актори. Кожен актор говорить власною мовою, потім виконується дублювання та синхронізація фінального продукту.
- Рімейк (англ. Remake) — переозвучування фільму з метою його адаптації для глядачів з інших культур. Найбільш типовим прикладом є переробка європейських фільмів для американського ринку.